# Thomas Aders
Thomas Aders (* 1961 in Neuenkirchen) ist ein deutscher Journalist, Dokumentarfilmer und Korrespondent der ARD.

## Leben und Beruf
Aders studierte Neuere und Neueste Geschichte, Politikwissenschaft und Philosophie zunächst an der Universität Münster und später der LMU München, an der er mit einer Arbeit über den Vater der deutschen Finanzverfassung im Grundgesetz und ersten Verfassungsgerichtspräsidenten Hermann Höpker Aschoff promovierte. Er arbeitete als wissenschaftlicher Redakteur am Deutschen Institut für Fernstudien an der Universität Tübingen, schrieb für Zeitungen wie die Münstersche Zeitung und die Süddeutsche Zeitung und absolvierte sein Volontariat beim Süddeutschen Rundfunk in Stuttgart.
Ab 1992 arbeitete er als Reporter für den Hörfunk und die Landesschau. 1998 wechselte er in die Auslandsredaktion des Südwestrundfunks (SWR) in Stuttgart. Neben Einsätzen in vielen Ländern Europas, Asien, dem südlichen Afrika und Nordamerika spezialisierte er sich auf den Nahen Osten, wo er aus dem Studio Kairo für die ARD arbeitete. Vor, während, und nach dem Irakkrieg berichtete er hauptsächlich aus der ARD-Zweigstelle in Bagdad. Zum Teil zusammen mit anderen Korrespondenten produzierte Aders viele Dokumentationen und Reportagen über den Nahen Osten, darunter Porträts von Arafat und Zarqawi.
Von 2006 bis 2011 war er Korrespondent der ARD in Südamerika mit Sitz in Rio de Janeiro. Auch von hier aus berichtete er für die aktuellen Sendungen der ARD, wie Tagesschau, Tagesthemen, Morgenmagazin, Mittagsmagazin und Weltspiegel und produzierte große Dokumentationen und Reportagen für das Feiertagsprogramm der ARD. Dabei arbeitete er eng mit dem Kameramann Thorsten Thielow zusammen.
Von 2012 bis 2016 berichtete Aders als Korrespondent aus dem ARD-Auslandsstudio Kairo aus der arabischen Welt. Am 1. März 2016 führte er nach vierjähriger Anlaufzeit ein Exklusivinterview mit dem syrischen Machthaber Baschar al-Assad.
Seit 2017 ist Aders zurück in der Auslandsredaktion des SWR und hat sich spezialisiert auf die Produktion von Reportagen und Dokumentationen für die ARD, das Fernsehen des Südwestrundfunks (SWR) und arte. Seine Dokumentation „Komplizen? VW und die brasilianische Militärdiktatur“, die er zusammen mit der NDR-Kollegin Stefanie Dodt erstellte und bei der Aders auch die zweite Kamera führte, war für den Grimme-Preis 2018 nominiert und gewann den Georg von Holtzbrinck Preis für Wirtschaftspublizistik 2018 in der Kategorie Audiovisuell.
Seit 2018 beschäftigt er sich schwerpunktmäßig mit der Veränderung des Klimas und den Auswirkungen auf die Lebensbedingungen in den europäischen Alpen und dem Phänomen der Umweltmigration. Für arte bereiste er den Tschad und Kamerun in der Sahelzone, Indonesien und die Gebiete des Permafrosts in der russischen Provinz Sacha (Jakutien). In Zusammenarbeit mit Experten der Internationale Organisation für Migration in Berlin, Genf und N'djamena geht es um den Zusammenhang zwischen „Klimafluch und Klimaflucht“. 2019 folgte die Dokumentation Alpendämmerung, Europa ohne Gletscher und 2022 Die Klimaretter. Haben wir noch eine Chance?, wobei es um Lösungsansätze zur Vermeidung einer weiteren Erderwärmung geht. Für seine beiden Dokumentationen Klimafluch und Klimaflucht – Die wahre Umweltkatastrophe (Französische Version: Les damnés du climat) sowie Bedrohlicher Vulkan – Islands Angst vor dem Öræfajökull wurde er 2019 ausgezeichnet mit dem Georg von Holtzbrinck Preis für Wissenschaftsjournalismus in der Kategorie Elektronische Medien.
Am Tag der Verleihung des Friedensnobelpreises an den äthiopischen Premierminister Abiy Ahmed, dem 10. Dezember 2019, wurde die Dokumentation Hoffnungsschimmer am Horn von Afrika bei ARTE ausgestrahlt, für die Aders Äthiopien, Dschibuti sowie Eritrea bereist hatte, produziert in Kooperation mit dem deutsch-äthiopischen Ethnohistoriker Wolbert G. C. Smidt. Der Film zeigt die Geschichte der angespannten, von zwei blutigen Kriegen gezeichneten Beziehungen zwischen Äthiopien und Eritrea, im 30-jährigen Eritreischer Unabhängigkeitskrieg und dem Eritrea-Äthiopien-Krieg von 1998 bis 2000.
Im April 2020 erschien sein Roman SeelenTanz – John Cranko und das Wunder des Balletts. Er behandelt das Leben des gebürtigen Südafrikaners John Cranko, der die Compagnie des Stuttgarter Balletts innerhalb weniger Jahre zu einer der führenden der Welt gemacht hat. Für seinen historischen Roman wertete er die persönlichen Erinnerungen Dutzender von Zeitzeugen aus, darunter die Haupttänzer John Crankos wie Márcia Haydée, Richard Cragun, Egon Madsen und Birgit Keil.

## Veröffentlichungen
- Über die Anden bis ans Ende der Welt – 8000 Kilometer Motorrad extrem DuMont, Ostfildern 2013, ISBN 978-3-7701-8254-1.[21]
- Allah ist gross, die Hoffnung klein. Begegnungen im Nahen Osten. Hoffmann und Campe, Hamburg 2015, ISBN 978-3-455-50360-9[22]
- SeelenTanz – John Cranko und das Wunder des Balletts. Books on Demand, Norderstedt 2020, ISBN 978-3-7504-3165-2.[23]

## Filmographie
Dokumentationen und Reportagen länger als 30 min. (Auszug)
- Zeitenwende im Nahen Osten. Le proche-orient après Assad. (Israel, Syrien, Iran, Libanon). ARTE, 22. April 2025.[24]
- Kult-Kicker, unterste Liga. Une ligue de foot pas comme les autres. (Slowakei) ARTE, 18. Oktober 2024.[25]
- Der Nahe Osten zwischen Krieg und Frieden. Machtverschiebung in der Krisenregion.[26] Frz. Version: Le Moyen-Orient entre guerre et paix. Nouvelles alliances dans une région en crise.[27] (Deutschland), SWR, ARTE, 25. August 2023.
- Kampf ums Klima. Scheitert die deutsche Energiewende? Zusammen mit Nick Schader und Stefan Venator. (Deutschland, USA, GB), ARD 1. November 2022.[28]
- Das Ende der Neutralität. Finnland vor dem NATO-Beitritt. (Finnland) ARTE, 16. August 2022.[29] Französische Version: L’impossible neutralité. La Finlande veut jejoindre l’OTAN[30]
- Die Klimaretter. Haben wir noch eine Chance? (Deutschland, Schweiz, Norwegen, Sudan, Indonesien) ARD, 10. Januar 2022.[31][32][33]
- Vorsicht Blutsauger! Forscher auf Zecken-Jagd. Frz. Version: Alerte aux tiques ! (Deutschland). ARTE, 9. August 2021.[34]
- Der letzte Wunsch. Glücksmomente für Sterbenskranke. Frz. Version: Le dernier voeu. Un peu de bonheur avant de partir. (Niederlande), ARTE, 23. Oktober 2020.[35]
- Der Zerstörer – wie Präsident Bolsonaro Brasilien beschädigt. (Brasilien), phoenix, 30. Januar 2020.[36][37]
- Hoffnungsschimmer am Horn von Afrika.[38] Französische Version: L'espoir renâit dans la corne de l'Afrique[39] (Äthiopien, Eritrea, Dschibuti) arte, 10. Dezember 2019
- Rap in Russland. Der Kampf um die Meinungsfreiheit.[40] Französische Version: Le rap russe. Bastion de la liberté d'expression ?[41] (St. Petersburg, Moskau) arte, 10. September 2019
- Alpendämmerung. Europa ohne Gletscher. (Deutschland, Slowenien, Österreich, Schweiz, Italien). ARD Die story im Ersten. Zusammen mit Wolfgang Wanner, ARD Genf. 14. Januar 2019.[42]
- Bedrohlicher Vulkan. Islands Angst vor dem Öræfajökull. (Island) arte, 4. Januar 2019.[43]
- Klimafluch und Klimaflucht. Massenmigration – die eigentliche Umweltkatastrophe. (Tschad, Kamerun, Indonesien, Russland). arte, 20. November 2018.[13] Französische Version: Les damnés du climat[44]
- Komplizen? VW und die brasilianische Militärdiktatur. (Brasilien) ‚Die Story im Ersten‘ ARD, (2017)[45]
- Die Insel der Rebellen. Schotten kämpfen für ihre Freiheit. (Schottland), arte, August 2017[46][47]
- Höhenrausch. E-Bike extrem auf den höchsten Vulkan der Welt (Chile). 11. März 2024, archiviert vom Original am 9. Mai 2017; abgerufen am 24. September 2024.
- Baschar al-Assad. Das Interview (Syrien), Exklusiv für ARD, 1. März 2016[48]
- Jasmin – König der Düfte. Vom Nil-Delta ins Parfum-Flakon (Ägypten), 2016[49][50]
- Der Zauber Arabiens (Oman, Irak, VAE), 2015[51]
- Im Fadenkreuz des Islamischen Staates (Irak/Kurdistan), 2015[52]
- Holsteinkühe in der Wüste. Einblick ins unbekannte Saudi-Arabien (Saudi-Arabien), 2014[53]
- Das andere Buenos Aires. Argentiniens Hauptstadt für Insider (Argentinien), 2012[54]
- Südamerika Extrem. 8000 Kilometer mit dem Motorrad 3sat 2011, 90 min.[55]
- Über die Anden bis ans Ende der Welt. (Peru/Bolivien/Chile) ARD 2010, 45 min.[56]
- Die Teufelstänzer der Anden. Karneval in Bolivien (Bolivien), 2010[57]
- Reise ins Reich der Inka. 2 Teile (Peru), 2010[58][59]
- Ringkampf am Amazonas. Die Kamajurá und ihre Feste (Brasilien), 2009[60]
- Auf den Spuren des Alten Peru. Eine Reise in die Vergangenheit (Peru), 2009[61]
- Expedition Humboldt. Ein deutsches Genie in Lateinamerika ARD 2009, 2 × 45 min. (zusammen mit Stefan Schaaf)[62]
- Satan – weiche! Evangelikale Kinderprediger (Brasilien), 2008[63]
- Abenteuer im Regenwald, Teile I, II und III (Brasilien), 2008[64]
- Die Kindersoldaten. Die Kindergangster von Rio (Brasilien). In: br.de. 13. März 2024, archiviert vom Original am 4. April 2017; abgerufen am 24. September 2024.
- Die Stunde der Indios. Kampf um Boliviens Boden (Bolivien), 2007[65]
- Abenteuer Amazonas (zusammen mit Stefan Schaaf). ARD 2007. 2 × 45 min. Auch als 3sat Edition und DvD.[66][67]
- Der Herr der Ringe. Das Juwelenimperium des Hans Stern (Brasilien), 2006[68]
- Die Antarktis. Das eiskalte Paradies (Antarktis), 2006[69]

- Zarqawi. Porträt eines Phantoms (Irak/D/Frankreich), 2006 (zusammen mit Jörg Armbruster)
- Lunte am Ölfass. Droht Saudi-Arabien eine Katastrophe? (Saudi-Arabien/USA/D/F) (zusammen mit Jörg Armbruster) 2005[70]
- Arafat. Sieben Leben waren nicht genug (Porträt, Israel/Palästina/USA/D), 2004 (zusammen mit Jörg Armbruster)[71]
- Chronik eines angekündigten Krieges. Jagd auf Saddam Hussein (D/USA/Irak), 2002[72]
- Die Helden von Baghdad. Bombenentschärfer mit Messer und Kneifzange (Irak), 2003
- Die blutige Spur der Diamanten. Kriege, Terror, Edelsteine (zusammen mit Stefan Schaaf) (Angola/Sambia/Südafrika/D), 2002[73]
- Tanz auf dem Pulverfass. Argentiniens Weg in den Abgrund (Argentinien), 2001[74]
- Im Banne des Zud. Die stille Katastrophe in der Mongolei (Äußere Mongolei), 2001[75]
- Tagebuch des Überlebens. Hochwasserkatastrophe (Mosambik), 2000
- Reise in den Krieg. Freiwillige aus Deutschland in der UCK (D/Italien/Albanien), 1999
- Wasser als Waffe. Die große Krise rechts und links des Jordan (Israel/Palästina), 1999
- Neonazis online. Der Vormarsch der Rechtsradikalen im Internet (USA, D), 1996